# Laurenz Widholz
Laurenz Widholz (2. května 1861 Branišovice – 19. listopadu 1926 Vídeň) byl rakouský sociálně demokratický politik, na počátku 20. století poslanec Říšské rady, v meziválečném období poslanec rakouské Národní rady.

## Biografie
Vychodil národní školu a odbornou školu, vyučil se stolařem. Angažoval se v Sociálně demokratické straně Rakouska. Z politických důvodů byl opakovaně soudně trestán. Byl předsedou Svazu družstevních nemocničních pokladen Rakouska.
Na počátku 20. století se zapojil i do celostátní politiky. Ve volbách do Říšské rady roku 1907, konaných poprvé podle všeobecného a rovného volebního práva získal mandát v Říšské radě (celostátní zákonodárný sbor) za obvod Dolní Rakousy 21. Usedl do poslanecké frakce Klub německých sociálních demokratů. Mandát obhájil ve volbách do Říšské rady roku 1911. Ve vídeňském parlamentu setrval do zániku monarchie.
Po válce zasedal v letech 1918–1919 jako poslanec Provizorního národního shromáždění Německého Rakouska (Provisorische Nationalversammlung). Následně od 4. března 1919 do 31. května 1919 byl poslancem Ústavodárného národního shromáždění Rakouska a od 10. listopadu 1920 do své smrti byl poslancem rakouské Národní rady.
Byl poslancem Dolnorakouského zemského sněmu a v letech 1919–1920 byl náměstkem zemského hejtmana Dolních Rakous.